# Burning Star (Natalia)
Burning Star è un singolo della cantante belga Natalia e della cantautrice statunitense Anastacia, pubblicato il 17 settembre 2010.

## Descrizione
Il singolo, pubblicato dall'etichetta discografica Sony, è stato prodotto da Hans Francken e scritto da Luke Boyd, Micah Otano e Mike Barkulis, ed è stato presentato il giorno della sua pubblicazione dalla stazione radiofonica belga Q-Music Radio. È stato tratto dalla prima raccolta di Natalia, intitolata Best of Natalia, pubblicata nel novembre 2010.

## Tracce
Download digitale
1. Burning Star – 3:33

CD single
1. Burning Star – 3:33
2. Burning Star (Radio Edit) – 3:15

Durata totale: 6:48

## Classifiche
| Classifica (2010) | Posizione massima |
| ----------------- | ----------------- |
| Belgio (Fiandre)  | 45                |